# Safra SA
 (mars 2022).
Safra SA est une société française créée en 1955 dont le siège social est situé à Albi (Occitanie), en France. L'entreprise se spécialise dans le secteur du matériel de transport de personnes et plus particulièrement dans la transition énergétique avec la création d'un bus à l'hydrogène.

## Historique
Fondée en 1955, la Société Safra commence son activité dans le carrossage d’autocars sur châssis cabine constructeurs.
En 1978, Safra oriente son activité vers le transport urbain et se lance dans la rénovation des flottes de bus, devenant ainsi carrossier rénovateur et réparateur. Elle diversifie ses activités en créant un pôle Agencement qui propose des prestations d’agencements et de mobilier sur mesure, tout en obtenant la concession du mobilier STRAFOR (aujourd’hui Steelcase). Safra crée aussi un pôle destiné aux particuliers avec des prestations de carrosserie et mécanique automobile. Ces deux activités sont aujourd’hui des sociétés à part entière.
À partir des années 2000, l’entreprise se lance dans ses premiers chantiers de rénovation de matériel ferroviaire, pour en faire une spécialité à part entière. Le bureau d’études se développe en vue d’accompagner ces chantiers, mais aussi pour préparer l’arrivée du programme Businova dans l’entreprise.
En 2004, le bureau d’études de l’entreprise commence à se structurer pour assurer les futurs chantiers de rénovation, les premières discussions démarrent également autour de la construction d’autobus électriques sous la marque Businova®.
C’est en 2011 que le premier prototype du Businova, un bus électrique hybride rechargeable est présenté, et le premier véhicule de série vendu en 2015.
Avec la sortie de son premier Businova, Safra obtient de nombreux prix et récompenses comme le trophée de l’Innovation dans la catégorie « énergie, environnement », lors du salon européen de la mobilité qui s’est tenu à Paris en juin 2016, ou encore le Grand Prix des Bonnes Nouvelles des Territoires (Fondation MMA) en juin 2017.
Safra place sa politique RSE, Qualité, Sécurité et Environnement au cœur de sa croissance et de son développement. Elle est certifiée ISO 9001, version 2018, et obtient la médaille de Bronze en 2020 lors de sa première évaluation Ecovadis pour sa démarche RSE.
Afin d’accompagner ses différents projets autour des activités hydrogène, Safra lance une levée de fonds qui permet en 2021 d’introduire au capital le fonds Transition Evergreen.
En 2021, à la suite du plan de relance, le gouvernement français mise sur la filière hydrogène pour relancer la croissance du pays. C'est dans ce cadre que le premier Conseil National de l'Hydrogène s'est tenu dans les locaux de Safra à Albi, le 28 février 2021. À cette occasion, trois ministres sont venus dans l'entreprise : Barbara Pompili, ministre de la Transition écologique, Bruno Le Maire, ministre de l’Économie et Agnès Pannier-Runacher ministre déléguée chargée de l’Industrie, ainsi que le premier conseil national de l’hydrogène dans ses locaux,.
Le 4 avril 2022 est annoncé le lancement d'un nouveau bus à pile à combustible hydrogène nommé « Hycity ». La présentation officielle du design a lieu lors du salon European Mobility Expo (EUMO) à Paris le 7 juin 2022 .
Safra rejoint l’association ITxPT (Information Technology for Public Transport) en tant que membre associé en janvier 2023.
En mai 2023, Safra remporte un prix pour son programme « accélérons ensemble vers une mobilité décarbonée », aux Trophées Hydrogénies.

## Activités

### Hycity

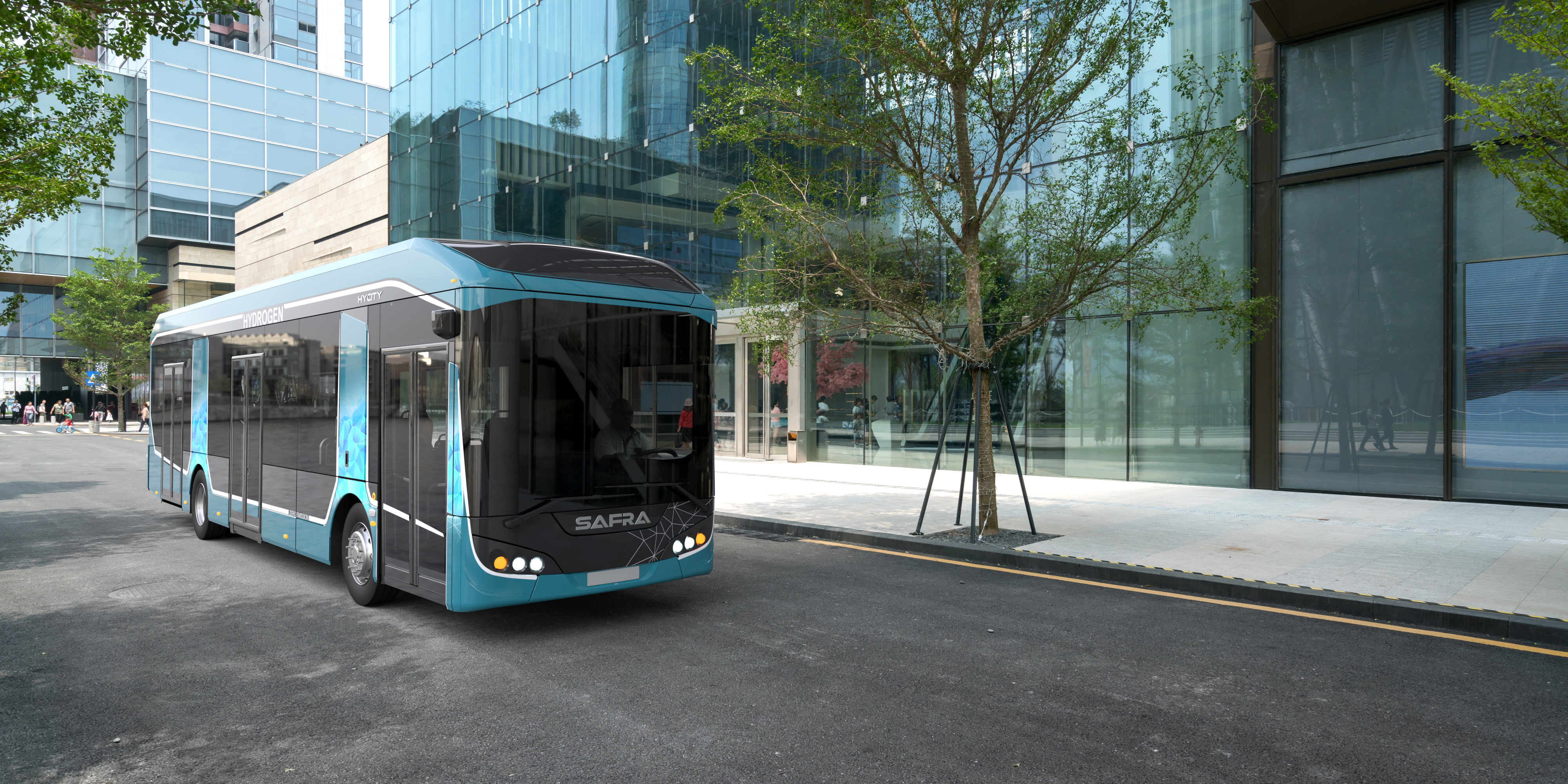
Hycity le nouveau bus à hydrogène de Safra.

Le 7 juin 2022, Safra présente au public le design de son nouveau bus à hydrogène : Le Hycity, lors du salon European Mobility Expo (EUMO) à Paris.
Le 21 septembre 2022, Plastic Omnium fournit à Safra des réservoirs hydrogène haute pression de type IV qui équiperont la nouvelle flotte de bus hydrogène Hycity destinée aux collectivités,.
Le 03 juillet 2023, la Communauté Urbaine Dunkerque Grand Littoral, a annoncé la commande de 10 bus Hyciity pour son réseau de transport publics DK’BUS,.

### Businova

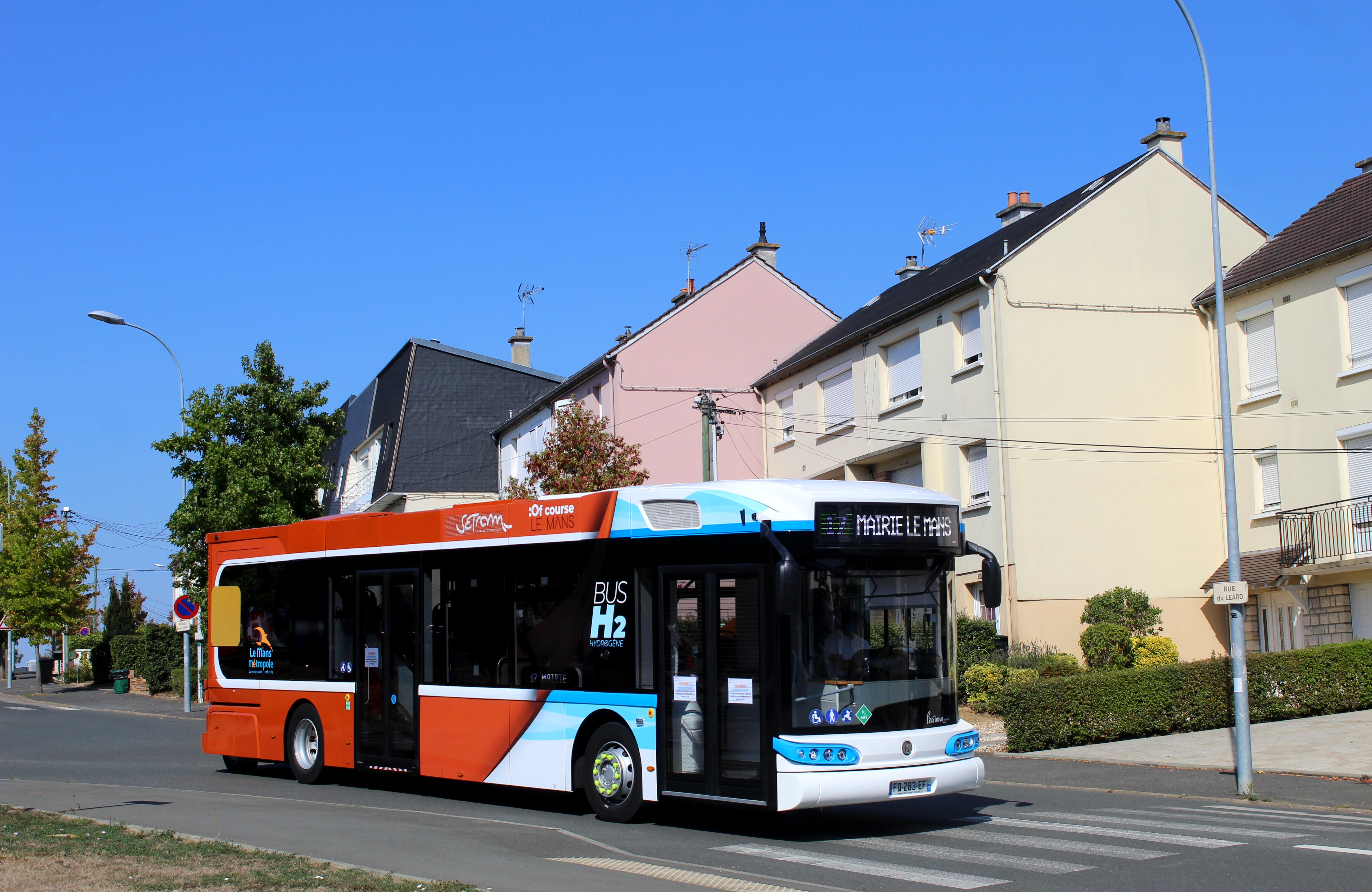
Un Businova en circulation au Mans.

En 2004, un programme de Recherche et Développement est initié par l’entreprise afin d'intégrer au sein d’un véhicule de transport urbain les aspects environnementaux, d’innovation technologique et économique.
Le Businova est un véhicule de transport urbain électrique à assistance hydrothermique, qui utilise trois sources d’énergie : électrique, hydraulique et thermique. Il combine un châssis bi-modulaire et un système de propulsion multi-hybride. Son prototype est dévoilé à Strasbourg en 2011.
En 2014, le projet Businova est soutenu par le photographe Yann Arthus Bertrand qui en sera le parrain pendant 3 ans. Le premier véhicule de série, immatriculé en décembre 2014, sera livré à Gaillac le 27 avril 2015, pour son réseau urbain. D’autres véhicules de ce type seront livrés à différentes agglomérations françaises.
En 2018, après 2 années d’études, Safra modifie le Businova en utilisant la technologie hydrogène. Safra lance ainsi le Businova H2, le premier véhicule hydrogène construit en France. Son module hydrogène est bâti autour d’une pile à combustible de 30 kW fournie par Symbio et d’un système de stockage de 30 kg d’hydrogène à 350 bar, ce qui permet de couvrir une autonomie minimale de 350 km par jour,. L’architecture du Businova H2 offre également une capacité passagers importante (95 personnes dont 17 places assises).
Ce véhicule est référencé par les deux centrales d’achats françaises, l'UGAP et par la Centrale d’Achat du Transport Public (CATP).
Le Businova circule aujourd’hui dans plusieurs agglomérations françaises comme Versailles, Le Mans, Auxerre,, ainsi que pour le compte du Syndicat mixte des transports Artois-Gohelle qui a été le premier à lancer sa ligne de bus hydrogène en France. Néanmoins, à l'automne 2023, les six Businova H2 exploités par Bruay-la-Buissière sont annoncés avoir été renvoyés en usine pour cause de nuisances sonores (mesurées à 90db) non solutionnables sur place.

### Retrofit: Du thermique à l'hydrogène

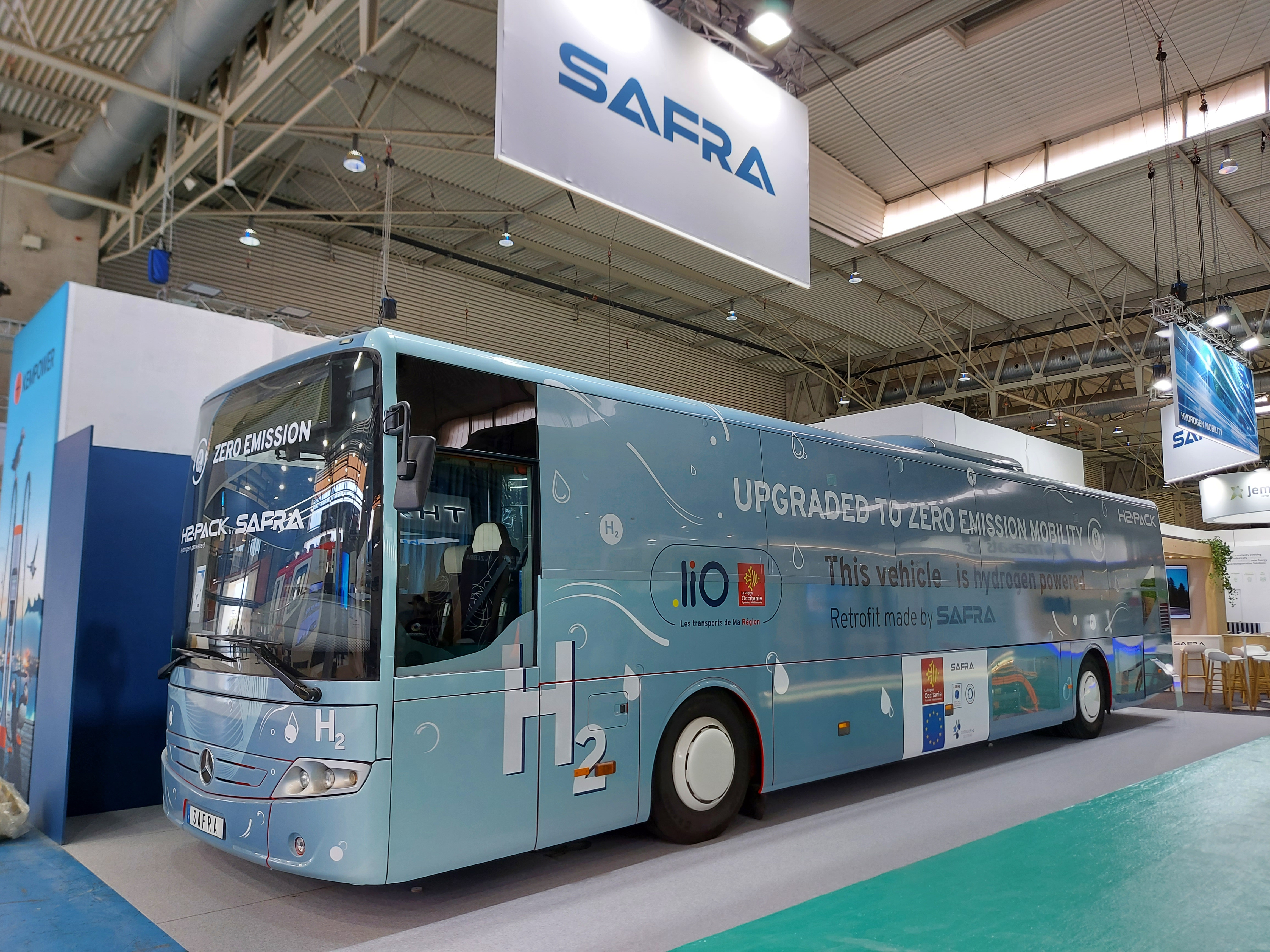
Autocar Rétrofité H2-PACK - Salon UITP

Depuis 2021, Safra se lance dans le rétrofit de véhicule de transport lourd, en remplaçant la chaine de traction thermique d'autocar par une chaine électrique alimentée par une pile à combustible à hydrogène,. Les autocars seront équipés de six réservoirs d’hydrogène 350 bar fournient par Plastic Omnium. Le premier exemplaire doit être mis en service début 2023 pour le compte de la région Occitanie qui a confié 15 autocar à l’entreprise.
Première présentation de son kit de rétrofit hydrogène au sommet international du transport public (UITP) de Barcelone du 4 au 7 juin 2023,.

### Rénovation: Maintenance lourde de véhicules
Dès 1978, Safra oriente l’activité principale dans l’entreprise vers le secteur du Transport Public. Les premiers chantiers concernent des rénovations de flottes d’autobus pour les agglomérations françaises.
Safra travaille sur la conception et la modification de la face avant du Renault PR 100.2, en 1992, pour son propre compte, avec un nouveau pare-brise de forme galbée type R312. Après industrialisation en série par le constructeur Renault V.I. le PR 100.2 est renommé PR 112.  En 1998 à la demande du constructeur, Safra étudie et intègre sur la chaine d'Annonay la face arrière du Renault Agora Line. Plus de 1000 kits seront livrés sur la période 1998 - 2005,.
Dès 2002, l’entreprise commence ses activités de rénovation sur du matériel ferroviaire avec le tramway de Saint-Étienne. Et c’est en 2005 que Safra engage son premier chantier en matériel ferré avec la rénovation des métros de Lyon et Marseille. Un an plus tard, l’entreprise remporte la rénovation des bogies du métro de Marseille, puis avec les VAL (véhicule automatique léger) en gagnant le marché de Lille. Suivent la rénovation des bogies et de la caisse du VAL de Lille, celle de deux cabines funiculaire pour la ville de Pau et celle des RoissyBus de la RATP. En 2020 Safra remporte un marché de travaux de rénovation à mi-vie du métro de Rennes avec 16 rames du métro VAL 208 AG. Des travaux qui s’étalent sur 5 ans, afin de prolonger la durée de vie de ce matériel pour 10 années supplémentaires.
En 2021, Safra accueille son premier chantier de rénovation de matériel ferroviaire lourd, avec la rénovation de 10 rames du TER de la SNCF pour la région Occitanie,.
En juin 2023, Safra termine son premier contrat à l’international avec la réparation du tramway Citadis type 401 de Dublin,.

### VHYSION: un portail connecté pour la gestion des flottes de bus

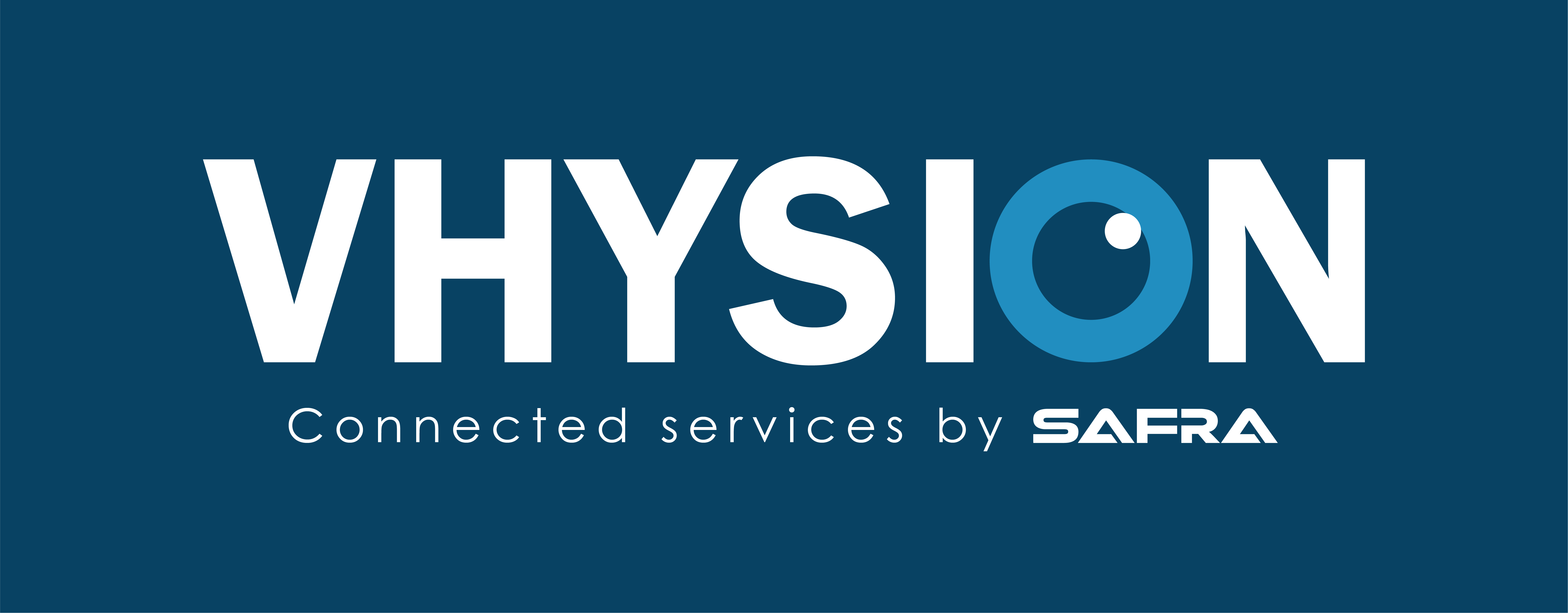
VHYSION - plateforme de gestion de flotte de véhicules

En novembre 2022, Safra développe un service destiné à la maintenance et à la surveillance de leurs flottes de véhicules. Ces services sont rassemblés dans un portail sous la marque VHYSION.[source insuffisante]